# Arabis blepharophylla
Arabis blepharophylla es una especie de planta de flores de la familia Brassicaceae. Es endémica de California, donde crece preferentemente en el Área de la Bahía de San Francisco cerca de la costa y a baja altura.

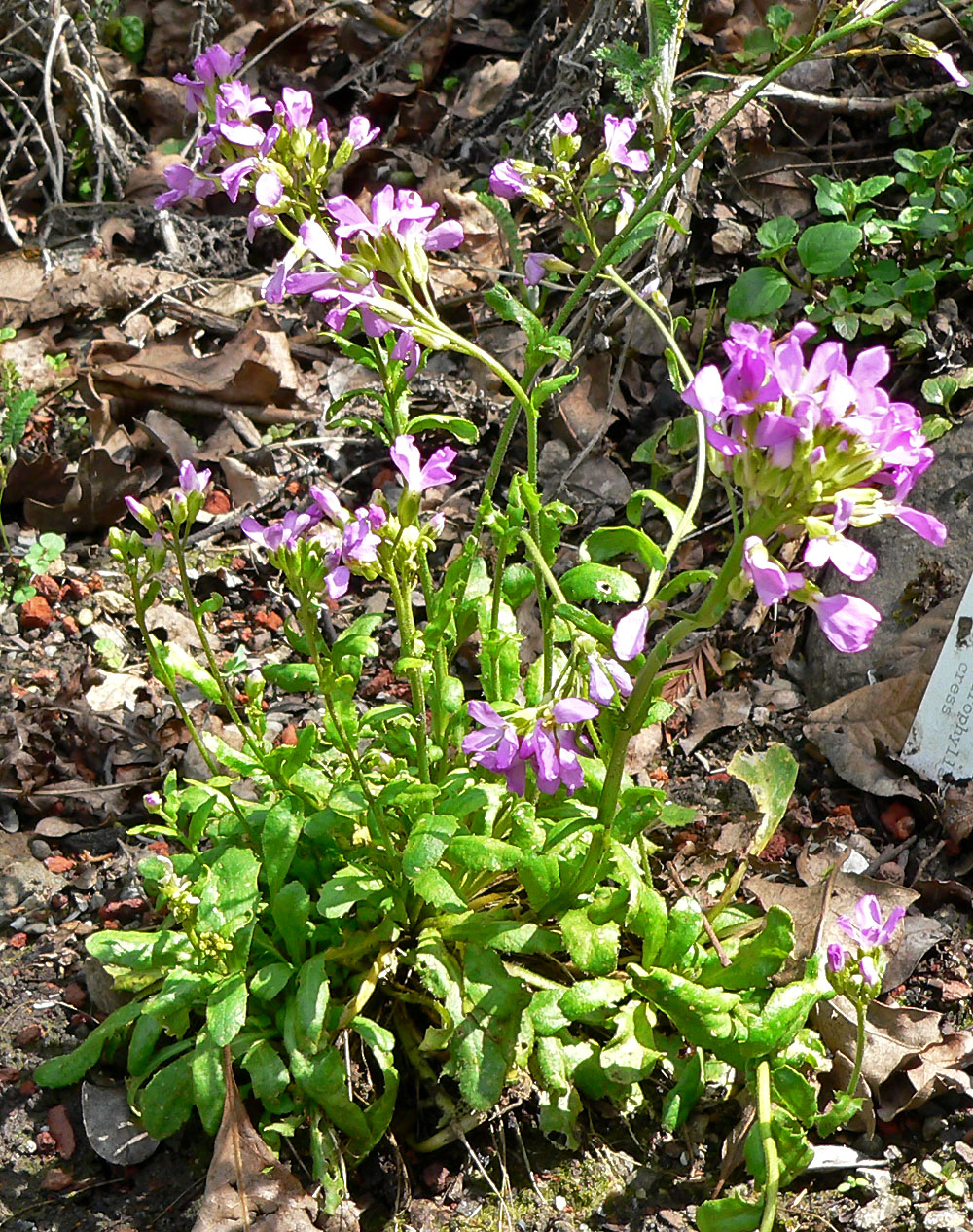
Vista de la planta en su hábitat

## Descripción
No es muy común en la vida silvestre pero es a menudo cultivada como planta ornamental por sus olorosas flores. De una roseta basal surgen delgados y peludos tallos. Las flores son pequeñas con cuatro brillantes pétalos de color púrpura-rosado. Existen varios cultivos para uso de jardín.

## Taxonomía
Arabis blepharophylla fue descrita por Hook. & Arn. y publicado en The Botany of Captain Beechey's Voyage 321. 1841[1838].
Etimología
Arabis: nombre genérico que deriva de la palabra griega  usada para "mostaza" o "berro", y la palabra griega para Arabia, quizás refiriéndose a la capacidad de estas plantas para crecer en suelos rocosos o arenosos.
blepharophylla: epíteto latino que significa "hoja con franjas".
Sinonimia
- Erysimum blepharophyllum (Hook. & Arn.) Kuntze	[4]